# Cerastium lazicum
Cerastium lazicum är en nejlikväxtart som beskrevs av Pierre Edmond Boissier. Cerastium lazicum ingår i släktet arvar, och familjen nejlikväxter. Inga underarter finns listade i Catalogue of Life.